# Doctrina de la neurona

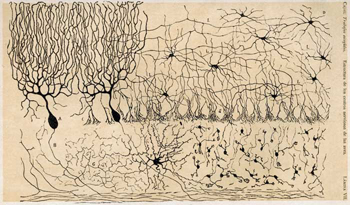
Dibujo de Ramón y Cajal de las células del cerebelo de un pollo, mostrado en "Estructura de los centros nerviosos de las aves", Madrid, 1905.

La doctrina de la neurona es la idea fundamental hoy en día, según la cual las neuronas son la formación básica y funcional del sistema nervioso. La teoría fue desarrollada por Santiago Ramón y Cajal a finales del siglo XIX y postulaba que las neuronas son células discretas (no conectadas para formar un tejido), entidades genética y metabólicamente distintas, que tienen cuerpo celular y expansiones (axón y dendritas), y que la transmisión neuronal es siempre unidireccional (desde las dendritas al soma, y luego a las arborizaciones del axón).

## Historia
Antes de que la doctrina de la neurona fuera aceptada, se daba por hecho que el sistema nervioso era una retícula, o un tejido conectado, más que un sistema compuesto por células discretas. Esta teoría, la teoría reticular, sostenía que la función del soma de las neuronas era principalmente proporcionar alimento al sistema. Incluso después de que la teoría celular viera la luz alrededor de 1830, la mayoría de científicos no creían que fuera posible aplicar dicha teoría al cerebro o los nervios.

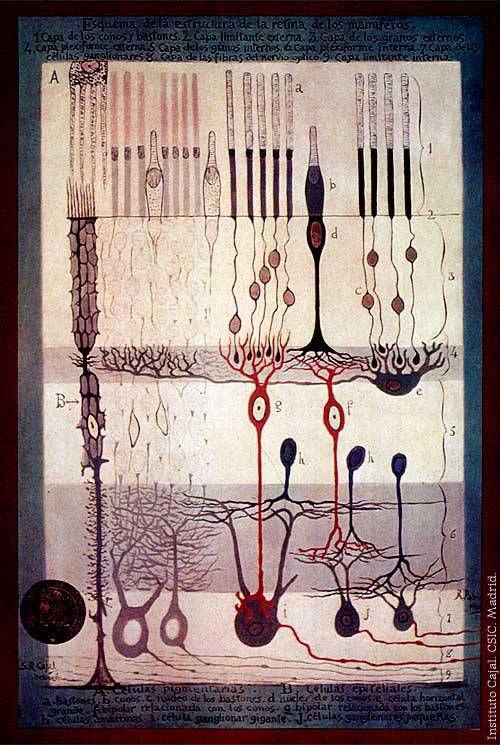
Dibujo de Ramón y Cajal, extraído de "La retina de los Mamíferos". Madrid, 1900.

La primera dificultad para aceptar la doctrina se debió en parte a la dificultad para visualizar las células usando microscopios, los cuales no habían sido suficientemente desarrollados como para permitir imágenes claras de los nervios. Mediante las técnicas de tinción de células de la época, una sección de tejido neuronal se mostraba bajo el microscopio como una red compleja, y las células individuales eran indistinguibles. Dado que las neuronas poseen un gran número de protuberancias neurales, una célula individual puede llegar a ser muy larga y compleja, y puede resultar complicado distinguir una célula individual si esta se encuentra estrechamente asociada con muchas otras células. La doctrina de la neurona experimentó un fuerte impulso cuando a finales del siglo XIX Ramón y Cajal aplicó una técnica para visualizar neuronas desarrollada por Camillo Golgi. La técnica de tintado se basaba en una solución de plata y solo tintaba una célula de cada cien; logrando aislar la célula para su visualización y mostrando que las células están separadas y no forman una red continua. Y aún más: las células afectadas por el tinte no eran marcadas parcialmente, sino que todas sus protuberancias recibían también el tinte. Ramón y Cajal alteró la técnica de tintado y la utilizó en muestras de cerebros jóvenes, menos mielinizados, pues la técnica no funcionaba en células mielinizadas. De ese modo logró distinguir claramente neuronas y realizó dibujos como el mostrado al inicio de este artículo.
Por su técnica y el descubrimiento, respectivamente, Golgi y Ramón y Cajal compartieron el Premio Nobel de Fisiología y Medicina de 1906. Golgi no veía claro que las neuronas no estuviesen conectadas, y en su discurso de entrega defendió la teoría reticular. Ramón y Cajal, en su discurso, contradijo el discurso de Golgi y defendió la doctrina vigente de la neurona.
Heinrich Wilhelm Gottfried Waldeyer, defensor de Ramón y Cajal, resumió la Doctrina de la Neurona en un escrito de 1891, refutando la teoría reticular.

## Críticas a la doctrina de la neurona
A pesar de que la doctrina de la neurona continúa siendo el principio central de la neurociencia moderna, ciertos estudios recientes aun cuestionan este punto de vista y han sugerido a los científicos la necesidad de ampliar los estrechos límites de esta doctrina. De entre los más serios desafíos a la doctrina de la neurona destaca el hecho de que las sinapsis eléctricas son más comunes en el sistema nervioso central de lo que antes se pensaba. Esto quiere decir que, más que funcionar como unidades individuales, en algunas partes del cerebro podrían estar activos largos conjuntos de neuronas unidas para procesar información neural. Una segunda crítica surge del hecho de que las dendritas, al igual que los axones, poseen canales iónicos con puertas de voltaje y pueden generar potenciales eléctricos que transmiten la información desde y hacia el soma. Esto cuestiona la visión de las dendritas como simples receptores pasivos de información y de los axones como únicos transmisores. También sugiere que la neurona no funciona únicamente como elemento individual, sino que en el interior de una única neurona pueden ser llevados a cabo cómputos complejos. Por último, el papel de la glía en el procesamiento de información neural comienza a ser más relevante. Neuronas y glías representan los dos tipos principales de célula del sistema nervioso central, pero hay muchas más células gliales que neuronas (se ha estimado que la proporción entre células gliales y neuronas es de 50:1). Recientes estudios experimentales sugieren que las células gliales juegan un papel vital en el procesamiento de información interneuronal, lo cual indica que las neuronas podrían no ser las únicas células procesadoras de información del sistema nervioso[cita requerida]. No cabe duda.